# Западная Лица (река)
Западная Лица (Большая Лица, Лица) — река в Мурманской области России. Длина 101 км. Площадь бассейна 1690 км².
Исток реки расположен на склоне плато Кучинтундра, впадает в одноимённую губу Мотовского залива Баренцева моря. Порожиста и проходит через озёра Мемекъявр, Долгое, Горбатое, Ножъявр и Куыркъврлубол. Питание в основном снеговое. Крупнейший приток — Лебяжка. На реке расположен населённый пункт Путевая Усадьба 85 км (нежилой). Вблизи реки находится город Заозёрск. Через реку перекинуты железнодорожный и автомобильный мост (на магистрали «Кола»). В устье, на берегу губы расположена база ВМФ «Западная Лица». Во время Великой Отечественной войны по реке проходила линия фронта. Долина реки получила название «Долина смерти», а после окончания войны за ней закрепилось название «Долина славы». На побережье много братских могил того времени.